# Peetri, Järvamaa
För andra betydelser, se Peetri.
Peetri (tyska: St. Petri) är en småköping (estniska: alevik) som utgör centralort i Kareda kommun i landskapet Järvamaa i mellersta Estland.
I kyrkligt hänseende hör orten till Järva-Peetri församling inom den Estniska evangelisk-lutherska kyrkan.